# Стефан Софиянски
 Тази статия е за политика.  За изпълнителния директор на ЗК „Лев инс“ АД вижте Стефан Софиянски (финансист).  
Стефан Антонов Софиянски е български политик. Един от лидерите на Съюза на демократичните сили (СДС) през 90-те години, през 2001 година основава и оглавява Съюза на свободните демократи (ССД). Той заема постовете на народен представител (1994 – 1995, 2005 – 2009) и кмет на София (1995 – 2005) и оглавява служебното правителство през февруари-май 1997 година.

## Биография

### Ранни години
Стефан Софиянски е роден на 7 ноември 1951 година в София в семейството на Антон Ангелов Софиянски и Елена Бояджиева Софиянска (1925 – 2022), има сестра Мария. През 1974 г. завършва статистика във Висшия икономически институт „Карл Маркс“. През следващите години е служител в Министерството на транспорта (1974 – 1975), а след това работи в Центъра по електронизация на строителството и строителната индустрия (1975 – 1991).

### Ранна политическа кариера
При падането на тоталитарния комунистически режим през 1989 година Стефан Софиянски се включва в новосъздадената опозиционна коалиция СДС. След сформирането от нея на правителството на Филип Димитров през 1991 година е председател на Комитета по пощи и далекосъобщения, като е освободен от този пост малко след падането на кабинета, през март 1993 година. През май 1993 година заменя Стоян Ганев като председател на Обединения християндемократически център, една от съставните партии на СДС, а в края на годината става заместник-председател на СДС.
На местните избори през 1995 година Софиянски е кандидат на СДС за кмет на Столична община и печели на 12 ноември на втори тур срещу подкрепяния от Българската социалистическа партия (БСП) Венцислав Йосифов.
От 12 февруари до 21 май 1997 г. е начело на служебно правителство, назначено от президента Петър Стоянов, което слага край на тежката политическа криза. Макар и с кратък мандат, кабинетът на Софиянски предприема важни стъпки за преодоляване на хиперинфлацията в страната и подготвя последвалото въвеждане на валутен борд.
Първият кметски мандат на Софиянски е във времето на тежката икономическа и политическа криза, предизвикана от правителството на Жан Виденов, и началото на излизането от нея от 1997 година, свързано с постепенно възстановяване на публичните инвестиции за пръв път след началото на финансовата криза от края на 80-те години. По това време е завършен и тържествено открит първият участък от строящото се от десетилетия Софийско метро и построения върху него „Тодор Александров“.
На местните избори през 1999 година е преизбран за кмет на столицата с 69% от гласовете на първи тур срещу кандидата на БСП Румен Овчаров. По време на втория му мандат продължават започнатите по-ранно ремонти на улици в центъра на града, изграден е булевард „Академик Иван Евстратиев Гешов“ и новата Централна автогара София.

### Началото на XXI век
Още през май 1996 година Стефан Софиянски е единственият представител на управлението, който участва в масовото посрещане на бившия български цар Симеон Сакскобургготски при първото му посещение в страната след десетилетия изгнание. След като СДС губи парламентарните избори от 2001 година от новосъздаденото Национално движение „Симеон Втори“, той се обявява открито за смяна на ръководството на СДС и сътрудничество със Сакскобургготски, но остава в малцинство в партията и в края на годината основава своя собствена партия – ССД.
На местните избори през 2003 година Софиянски е кандидат на ССД в конкуренция със СДС и други десноцентристки партии и на първия тур получава 30% от гласовете. Той все пак печели на балотажа с 54% срещу кандидата на БСП Стоян Александров, консолидирайки гласовете на десницата, като в тази връзка става популярен коментарът на лидер на СДС Иван Костов, че гласува за Софиянски, макар и с „отвращение“.
Третият мандат на Софиянски като кмет е свързан със засилващи се обвинения в корупция, като през 2004 година са му повдигнати няколко обвинения и прокуратурата иска отстраняването му от поста. В тази ситуация той решава сам да се оттегли и да се кандидатира за народен представител на парламентарните избори през 2005 година, на които ССД участва в коалицията Български народен съюз, заедно с БЗНС - Народен съюз на Анастасия Мозер и ВМРО-БНД на Красимир Каракачанов. Коалицията печели 13 места в състава на XL народно събрание. Софиянски е избран за депутат и за съпредседател на парламентарната група.
През 2006 г. Софиянски е сред избраните от парламента за наблюдатели в Европейския парламент и от 1 януари 2007, след като България става член на ЕС, става временен депутат в него до първите избори за български евродепутати през май 2007 г.
През 2008 г. заема все по-радикални десни позиции, аргументирайки се с написаното в Библията. По повод организирания в края на юни 2008 г. гей парад в столицата заявява: „Не различавам позицията си от тази на Боян Расате“.

### Извън активната политика
След края на парламентарния си мандат през 2009 година Стефан Софиянски се оттегля от активния политически живот. На местните избори през 2011 година отново се кандидатира за кмет на София, издигнат от коалиция на ССД с други малки партии, но получава едва 1,7% от гласовете.

## Отличия и награди
Доктор хонорис кауза на Университета по архитектура, строителство и геодезия (2002 г.).

## Семейство
Стефан Софиянски е женен за Алиса Иванова Балдева. Двамата имат 3 дъщери.

## Обвинения в корупция
През 2004 г. Софийската градска прокуратура започва разследване на 4 сделки на Столичната община и завежда 3 дела срещу Софиянски за престъпления по служба във връзка с продажбата на Централните софийски хали, на бизнес центъра на ул. „Гурко“ 1 и на терен за строителство на Милениум Център. Между 5 май и 29 юли 2004 г. Софиянски временно е отстранен от поста кмет на София, за да не възпрепятства разследването.
След избирането му за депутат в Народното събрание делата временно са прекратени поради депутатския му имунитет, но към октомври 2005 г. се създава парламентарна комисия по исканията на главния прокурор Никола Филчев от 27 септември и 25 октомври 2005 г. за сваляне на имунитета му. Тъй като според настоящата конституция не е възможно депутат сам да се откаже от имунитета си, а процедурата е много дълга и сложна, Съюзът на свободните демократи внася предложение за конституционна промяна, в която имунитетът да може да се свали по искане на депутата и да се разреши продължаването на процесуалните действия за него.
През февруари 2006 г. парламентарната комисия излиза със становището, че няма основания имунитетът на Софиянски да бъде свален. При последвалото обсъждане самият Софиянски призовава колегите си да гласуват за сваляне на имунитета му. На 22 февруари предложението е прието, което дава възможност за продължаване на съдебните дела, за които се отнася искането на главния прокурор.
През юни 2006 г. Софийският градски съд оправдава Софиянски по делото с Централните софийски хали. Съдът приема, че при сключване на сделката Софиянски само е изпълнявал решение на Общинския съвет, при вземането на което не е участвал, а освен това Халите са все още общинска собственост, така че не може да се говори за сериозно ощетяване на общината.
Когато Софиянски е избран за наблюдаващ в Европейския парламент (и от приемането на България в ЕС на 1 януари 2007 – временен евродепутат), изниква въпросът има ли той депутатски имунитет. След изборите в края на май 2007 г., Софиянски не успява да се класира за евродепутат и делото срещу него за Милениум център е подновено.
През септември 2007 г. Софийският градски съд оправдава Софиянски по второто дело – за Милениум Център. Според Софиянски тогавашният главен прокурор Никола Филчев е завел делата „по поръчка на кръг от хора около него“.
През февруари 2008 г. Софиянски е оправдан и по делото за „Гурко“ и НИКМИ АД, след като обвинителят заявява, че няма достатъчно доказателства срещу обвиняемите.